# ナチョス。
ナチョス。は、日本のお笑いコンビ。所属事務所はワタナベエンターテインメント。

## メンバー
にしむら（1996年5月22日 - )（29歳）
- 東京都狛江市出身。立ち位置は向かって左。本名は、西村 学望 (にしむら まなみ)。
- 清宮幸太郎を輩出した調布シニアのOBで、興南高等学校野球部出身。
- 中華料理屋の息子。
- SNSでは野球ものまねに取り組んでいる[2]。

サブロー（1997年2月1日 - ）（28歳）　
- 神奈川県横浜市出身。立ち位置は向かって右。本名は、杉浦 亮太 (すぎうら りょうた)。
- 父は中華料理のチェーン店の社長をしている[3]。
- 橘学苑高校3年生の時に夏の神奈川大会でベスト8。大学4年生の時には首都大2部リーグで三塁手としてベストナインになった経験がある[4]。
- 趣味はゴルフ。

## 概要
二人は玉川大学硬式野球部の同級生。にしむらが「M-1グランプリ」に出てみたいと思い部活の同期だったサブローを誘いコンビを結成。大学の文化祭の漫才部門で優勝したことを経て、ワタナベコメディスクールへ入学。その後、SNSにアップした動画シリーズ「野球がうますぎる彼女」が注目され話題となった。2024年3月には野球ネタ限定の賞レース「球-1グランプリ2024」で優勝。同年6月には「ワタナベお笑いNo.1決定戦2024」の決勝にも進出し、最終決戦の5組まで勝ち残った。さらに、芸人としての年収が100万円以下を対象とした賞レース「のむシリカPresents お笑いJACKPOT」では、第2回・第3回・第5回・第6回・第7回・第8回で決勝に進出。第2回・第6回は最終決戦に進出し3位に終わった。M-1グランプリは結成から毎年出場し、2024年に初めて3回戦に進出。

## 芸風
主に漫才。両者が野球部に所属していたことから、野球ネタが多い。

## エピソード
- 毎月新ネタライブを開催しており、月に50本以上漫才をしたことがある[10]。
- SNSでアップロードした「野球部あるある」がXで現役僧侶アカウント・坊主に無断転載されていた。このことについて、にしむらは「なんか許可とかいるじゃん」「これはどういうことなのか」と不満をあらわにしている[11]。

## 賞レース戦歴

### M-1グランプリ
| 年度（回）       | 結果      | 会場                                | 日程     | 備考                                |
| ---------------- | --------- | ----------------------------------- | -------- | ----------------------------------- |
| 2019年（第15回） | 1回戦敗退 | [東京] 新宿シアターモリエール       | 9月30日  |                                     |
| 2020年（第16回） | 2回戦進出 | [東京] ルミネtheよしもと            | 11月3日  |                                     |
| 2021年（第17回） | 1回戦敗退 | [東京] シダックスカルチャーホール   | 8月21日  |                                     |
| 2022年（第18回） | 2回戦進出 | [東京] 雷5656会館ときわホール       | 10月15日 |                                     |
| 2023年（第19回） | 1回戦敗退 | [千葉] よしもと幕張イオンモール劇場 | 9月5日   |                                     |
| 2024年（第20回） | 3回戦進出 | [東京] KANDA SQUARE HALL            | 11月6日  |                                     |
| 2025年（第21回） | 2回戦進出 | [東京] シダックスカルチャーホール   | 8月4日   | 1回戦2位通過。8月時点での途中経過。 |

### その他賞レース
- 2023年 UNDER5 AWARD 3回戦進出
- 2024年 UNDER5 AWARD 3回戦進出
- 2024年 ワタナベお笑いNo.1決定戦 決勝5位
- 2024年 球-1グランプリ 優勝
- 2024年 第2回 のむシリカPresents お笑いJACKPOT 決勝3位
- 2024年 第3回 のむシリカPresents お笑いJACKPOT 決勝進出
- 2024年 第5回 のむシリカPresents お笑いJACKPOT 決勝進出
- 2024年 第6回 のむシリカPresents お笑いJACKPOT 決勝3位
- 2024年 第7回 のむシリカPresents お笑いJACKPOT 決勝進出
- 2024年 第8回 のむシリカPresents お笑いJACKPOT 準優勝
- 2025年 UNDER5 AWARD 準決勝進出
- 2025年 ツギクル芸人グランプリ 準決勝進出
- 2025年 ワタナベお笑いNo.1決定戦 決勝進出

## 出演
- THE MANZAI 2024 プレマスターズ（フジテレビ）
- 目指せ!! アウトレット芸人９（千葉テレビ）
- ネタパレ（フジテレビ）
- カブるな 1/100（関西テレビ）
- 千鳥のクセスゴ！（フジテレビ）
- モーニングこんぱす（千葉テレビ）
- アンタウォッチマン！（テレビ朝日）
- Galileo Galilei「青陽潮」（2025年）[12]